# Вадим Хамутцких
Вадим Анатољевич Хамутцких (рус. Вадим Анатольевич Хамутцких;  Аша, 26. новембар 1969 — Белгород, 31. децембар 2021) био је руски одбојкаш.

## Каријера
Рођен је 26. новембра 1969. године. Играо је на позицији техничара. Са екипом Локомотиве из Белогорја је 2003. и 2004. освојио титуле у Лиги шампиона, а након окончања играчке каријере водио је ту екипу у два наврата.
Хамутцких је са репрезентацијом Русије освојио сребро на Олимпијским играма у Сиднеју 2000. године, после пораза од репрезентације СР Југославије.
На Играма у Атини и Пекингу, 2004. и 2008. године освојио је по две бронзане медаље. Са репрезентацијом је освојио и сребро на Светском првенству 2002. године, док је на Европским првенствима дошао до четири медаље (сребра 1999. и 2007, бронза 2001. и 2003. године).
Преминуо је 31. децембра 2021. у 52. години од последица срчаног удара.

## Успеси
Русија
- медаље
- сребро: Олимпијске игре Сиднеј 2000.
- бронза: Олимпијске игре Атина 2004.
- бронза: Олимпијске игре Пекинг 2008.